# Austropeplea lessoni
Austropeplea lessoni е вид коремоного от семейство Lymnaeidae. Видът не е застрашен от изчезване.

## Разпространение
Разпространен е в Австралия (Австралийска столична територия, Западна Австралия, Куинсланд, Нов Южен Уелс, Северна територия и Южна Австралия), Индонезия и Папуа Нова Гвинея.

## Описание
Популацията на вида е стабилна.